# Kostel svatého Jana Nepomuckého (Kličín)
Kostel svatého Jana Nepomuckého je římskokatolický filiální kostel zasvěcený svatému Janu Nepomuckému v Kličíně, části obce Čeradice v okrese Louny. Od roku 1964 je chráněn jako kulturní památka.

## Historie
Barokní kostel postavil v letech 1734–1738 zednický mistr J. Löffler z Klášterce nad Ohří. V roce 1986 byl kostel zapsán na seznam církevních objektů, které měly být vyjmuty z památkové ochrany a zbořeny. Důvodem byl špatný technický stav charakterizovaný jako neopravitelný. Po roce 1989 snahy o demolici skončily a obec Čeradice v roce 2015 poskytla prostředky na opravu kostela.

## Stavební podoba
Kostel má půdorys protaženého osmiúhelníku, ke kterému na západní straně přiléhá pozdně klasicistní hranolová věž s lunetovými okny a nízkým trojúhelníkovým štítem. Ve výklenku nad vstupem stojí barokní socha svatého Jana Nepomuckého z roku 1737 od Jana Adama Dietze. Fasádu kostela člení lizénové rámce a niky v západních zkosených stěnách. Interiér kostela je oválný a zaklenutý plackovou klenbou. Vnitřní stěny jsou členěny jónskými pilastry.
Před zchátráním se v kostele nacházel rokokový oltář z roku 1737 s obrazem svatého Jana Nepomuckého a se sochami svatého Václava a svatého Floriána. V nikách byly sochy svatého Josefa, svaté Anny, svatého Prokopa a svatého Vincence z Pauly.

## Galerie

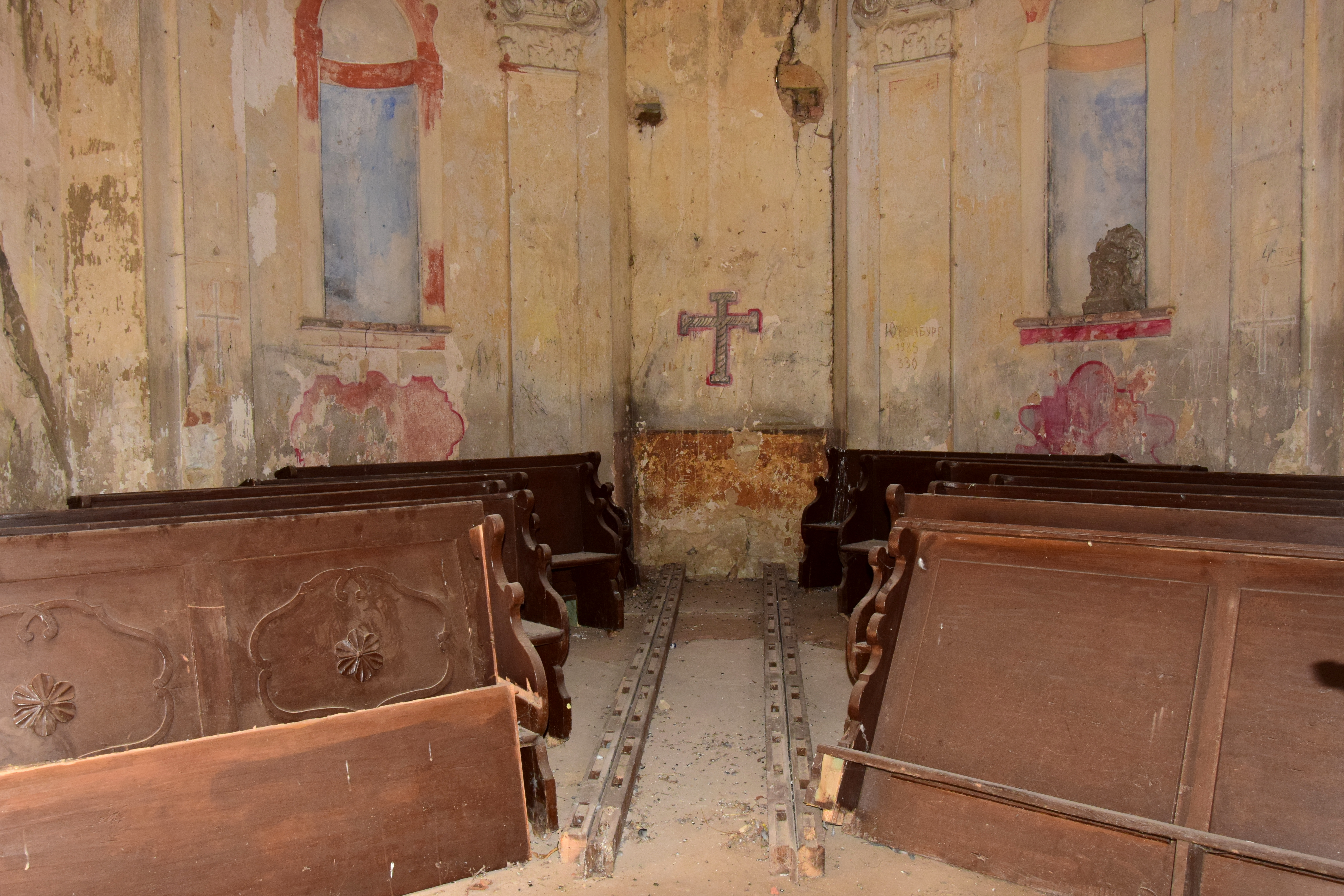
Chrámová loď
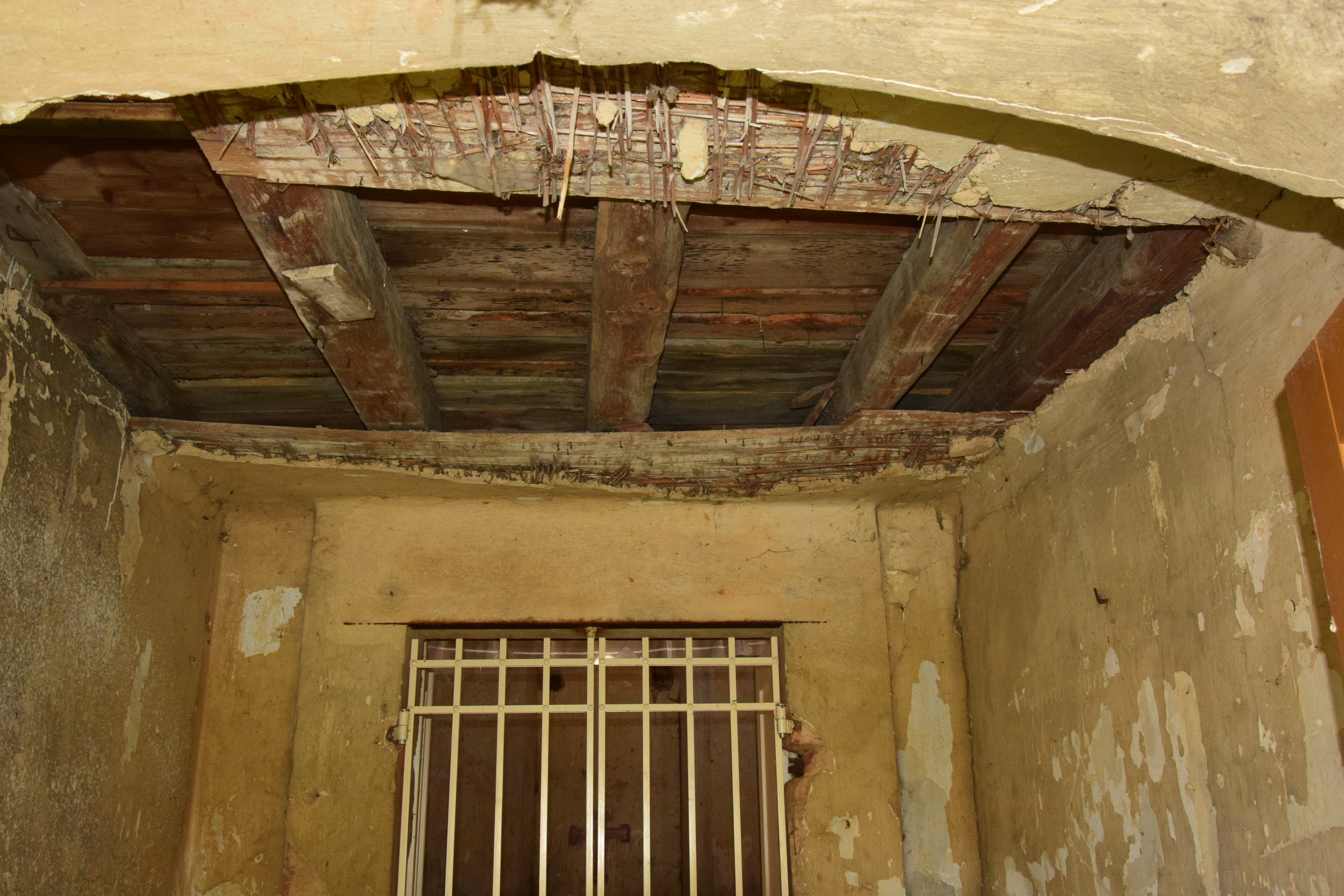
Poškozený strop v předsíni